# Soca, Timiș
Soca (în maghiară Karátsonyiliget; în ucraineană Сока) este un sat în comuna Banloc din județul Timiș, Banat, România.
Numele localitatii provine, cel mai probabil, de la vaduva Soca (Sofia), improprietarita de catre regele Matia Corvin. Aceasta provine din familia Mladenov, familie veche din acele locuri. 

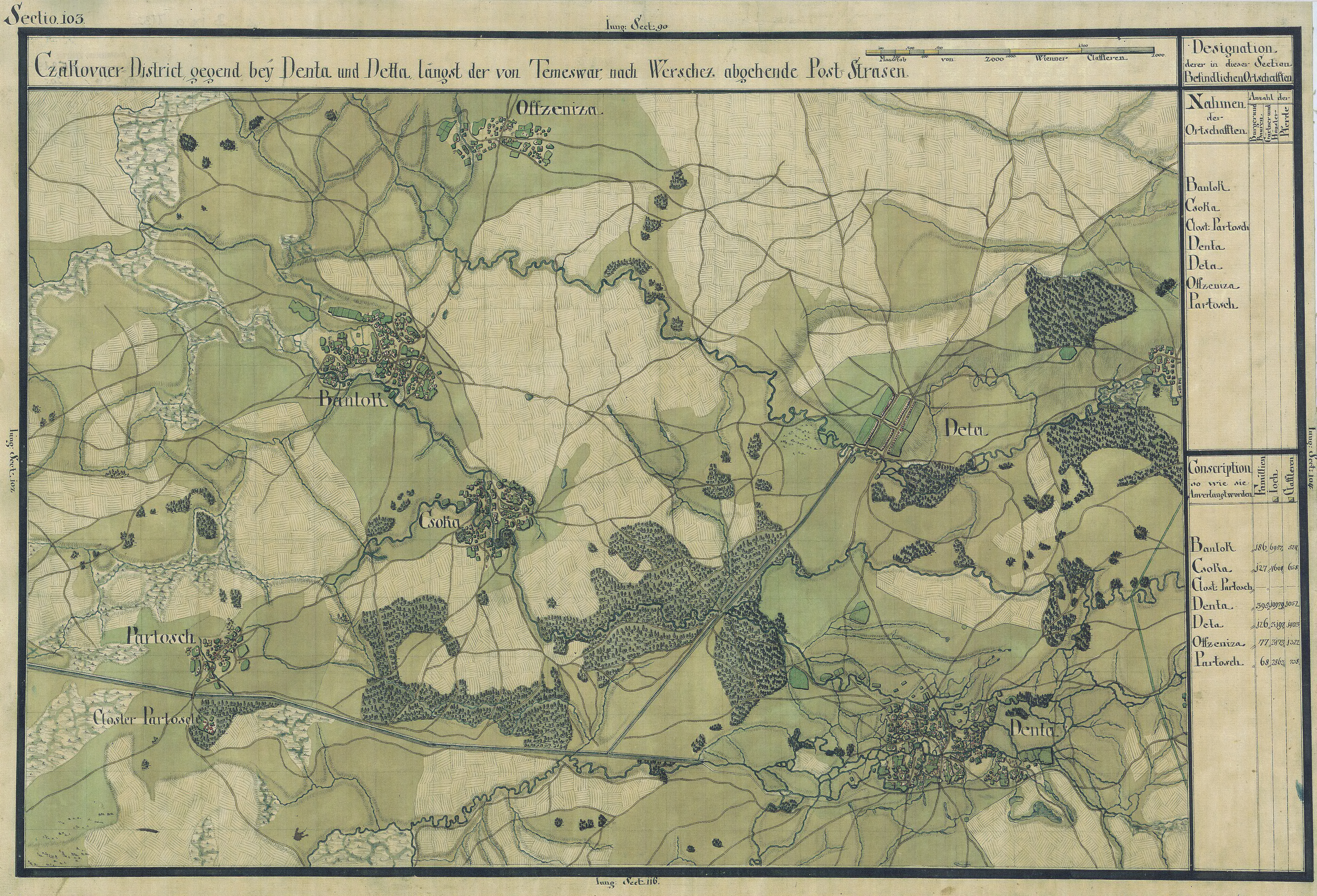
Soca în Harta Iosefină a Banatului, 1769-72